# Concepción de salud en Psicología
Por la propia naturaleza diversificada de la Psicología en cuanto a objetos y métodos, las concepciones de salud y enfermedad en Psicología son múltiples, enfocadas en diferentes aspectos, elaboradas a partir de diversos fundamentos teóricos y con diferentes implicaciones.   

## La expansión de la Psicología
El sociólogo británico Nikolas Rose ha sentenciado que «el siglo XX fue el siglo de la psicología».
Rose argumenta esta afirmación no solo en el hecho que durante este siglo «la psicología se convirtió en una disciplina, con departamentos universitarios, profesores especializados, diplomas, títulos y ese tipo de cosas», sino principalmente debido a que «este fue el siglo de la psicología, porque la psicología a lo largo del siglo XX ayudó a construir la sociedad en que vivimos y también el tipo de personas a las que nos hemos convertido».
La misma expansión que Rose registra de la Psicología, sus procedimientos y categorías de análisis, hacen que resulte dificultoso encontrar alguna definición unívoca de ésta disciplina.
Benjamin Lahey define a la Psicología de forma sucinta como la «ciencia del comportamiento y los procesos mentales», agregando de inmediato la consideración que «cuando tenemos en cuenta el abanico de posibilidades, no es sorprendente que la ciencia de la psicología sea un campo muy amplio, con muchas divisiones, cada una de ellas centrada en una faceta diferente del comportamiento humano».
Thomas Leahey recuerda que la Psicología fue la última de las disciplinas científicas modernas en separarse de la Filosofía, y toma de esta sus fundamentos conceptuales y sus problemas de análisis, aunque la inspiración para desarrollarse como ciencia independiente esté principalmente vinculada a la necesidad de diferenciación respecto del dominio y métodos de la biología.
Para Leahey el origen de la psicología estuvo fuertemente centrado en la elaboración de teorías científicas, derivadas directamente de problemas filosóficos antecedentes. Son dos los núcleos de problematicidad de la filosofía, de los que luego se desprenden desarrollos científicos en psicología:[cita requerida]
- Un primer núcleo de producción teórica provino de la rama epistemológica de la filosofía, principalmente asociado a problemas vinculados a la cognición humana. En esta línea se desarrollaron estudios experimentales sobre percepción, memoria y pensamiento, los que luego configurarían lo que hoy conocemos como psicología cognitiva.

- Una segunda línea de producciones estuvo asociada a las preocupaciones éticas, de las que se desarrollan preguntas en torno a las costumbres de vida y comportamientos humanos. En esta línea se pueden ubicar los estudios vinculados con las emociones y la motivación, que posteriormente precipitan en desarrollos de psicología aplicada vinculados al cambio de conductas orientados a logros éticos concretos, de los cuales provienen la bastedad de métodos psicoterapéuticos hoy existentes.

## Implicaciones de la psicología en la salud a partir del desarrollo de la psicología aplicada
Es en torno a esta segunda línea de desarrollo, que la psicología va a desarrollar implicaciones con temáticas vinculadas a procesos de salud y enfermedad, que posteriormente abrirá la puerta a la necesidad de conceptualizar criterios de demarcación de estos términos y concepciones en torno a ellos.
En estos debates la psicología algunas veces ha participado como interlocutora de criterios externos, provenientes de otras disciplinas -principalmente la Medicina y la psiquiatría-, y muchas otras veces desarrollando concepciones originales, propias, con sustento en sus desarrollos teóricos disciplinares, que posteriormente se difunden, aplican y/o debaten en otras ramas de las ciencias de la salud.

Siguiendo a Leahey podemos observar como el furor del desarrollo de la Psicología Aplicada asociada a temáticas de Salud Mental ocurre -al menos en EE. UU.- resulta una consecuencia directa de la Primera Guerra Mundial. Así describe este autor dicho proceso:
«Una vez concluida la guerra, la psicología luchó en vano por ser incluida entre las ciencias que recibían apoyo económico del gobierno federal. Sin embargo, como profesión tuvo más éxito. El gobierno, necesitado de profesionales en salud mental, se embarcó en programas para reclutar y formar una nueva profesión psicológica, solicitando a la psicología que se definiera de nuevo y que estableciera normas para sus profesionales. [Así] los psicólogos comenzaron  masivamente a practicar la psicología aplicada. En esos tiempos inapropiadamente denominada psicología clínica».
El desarrollo de la psicología clínica da lugar al desarrollo de las Psicoterapias, las cuales Lahey define como «procesos especializados en los cuales un profesional entrenado utiliza métodos psicológicos para ayudar a personas con problemas psicológicos».

## Surgimiento y desarrollo de las psicoterapias en el Uruguay y la región
El desarrollo de las psicoterapias en Uruguay dado en el comienzo de la segunda mitad del siglo XX guarda similitudes con lo planteado por Lahey y Leahey, estando marcado por un proceso que se fue gestando en las décadas previas al mismo. Es así que podemos identificar, por ejemplo, en la década de 1940, el comienzo de una propensión hacia el estudio de lo anímico, y la supuesta relación entre lo psíquico y lo orgánico.

	Este cambio de paradigma se hace visible desde 1943 en las propuestas de A. Sicco, catedrático en la Clínica Psiquiátrica, el cual manifestaba la necesidad de:
	Instituir la cátedra de Psicología médica. Hasta tanto esta cátedra no entre en funciones, la Facultad organizará, por intermedio de la clínica psiquiátrica, cursos sobre psicología y psicoterapia.
En esta misma década fue fundamental el aporte que en ese sentido realizó el Dr. Pérez Pastorini, fundando el primer grupo de alumnos y adherentes a la teoría psicoanalítica, grupo que a pesar de no estar incluido en la educación formal universitaria del Uruguay, ya que pertenecía a la órbita del Ministerio de Salud Pública, formó a quienes posteriormente fundan la Asociación Psicoanalítica del Uruguay.

Dentro de este marco y dada la demanda que se venía constatando de profesionales psicoterapeutas y con formación específica en psicología (quienes la practicaban hasta ese momento eran profesionales de otras ramas), es que surge la necesidad de la reglamentación del profesional psicólogo a través de su reconocimiento legal y académico, intentando abandonar el concepto del psicólogo como mero complemento de otras profesiones (psiquiatría, etc.), buscando la formación de:
[...] profesionales aptos para realizar aplicaciones prácticas que reclaman las necesidades del país en diversas ramas de la actividad humana.
	En este contexto, y ubicando a Uruguay dentro de la situación internacional de la época (post Segunda Guerra Mundial) y en particular dentro de América Latina, es notorio que el país no escapaba a la tendencia que se venía desarrollando en ese período en la región, con la cual compartía puntos de conexión que van desde el comienzo mismo del siglo XX (auge de la psicología experimental y psicométrica), como en el desarrollo posterior de las técnicas psicoterapéuticas de mitad de siglo y en el surgimiento de centros universitarios de formación específica.

## Definición de salud de la OMS
La Organización Mundial de la Salud da una definición de Salud en su constitución de 1948, conceptualizándola como el «estado de completo bienestar físico, mental y social, y no solamente la ausencia de enfermedad o dolencia».
Este concepto se amplía a: «Salud es el estado de adaptación de un individuo al medio en donde se encuentra» [cita requerida].
La OMS es la autoridad directiva y coordinadora de la acción sanitaria en el sistema de las Naciones Unidas.
Es la responsable de desempeñar una función de liderazgo en los asuntos sanitarios mundiales, configurar la agenda de las investigaciones en salud, establecer normas, articular opciones de política basadas en la evidencia, prestar apoyo técnico a los países y vigilar las tendencias sanitarias mundiales.

## Modelo biologicista vs modelo ecológico
La psicóloga y profesora uruguaya Sandra Carro, establece que a nivel científico ha habido una evolución en los modelos de salud a lo largo de la historia:”desde un modelo biológico hacia un modelo ecológico.” Así describe la autora ambos modelos: 

"El modelo biológico es aquel que hace hincapié en la ausencia de enfermedad, basado en la lógica del agente-huésped. Propone una visión unicausal del proceso del enfermar y un abordaje asistencial sustentado en una organización hospitalaria o de internación clínica, centrado en el estado individual.
El modelo ecológico está definido por la OMS, como "estado de equilibrio bio-psico-social". Propone un abordaje más preventivo del enfoque multicausal, incluyendo al medio ambiente como interviniente junto con el ámbito familiar y comunitario".

El concepto de unicausalidad hace referencia a que la enfermedad es producida por una causa específica, en cambio, el concepto de multicausalidad comprende que las enfermedades están asociadas a factores diversos tanto químicos, físicos, ambientales, socioculturales.
En un primer momento predominaban las enfermedades infecciosas, es ahí donde surge la unicausalidad, luego con la civilización y el desarrollo aparece el concepto de multicausalidad. 
Battistella, Gabriel. «Salud y Enfermedad». Archivado desde el original el 4 de marzo de 2016. Consultado el 17 de abril de 2012. 
El modelo Biologicista es un modelo mecánico, lineal y simple, que no logra explicar y comprender la complejidad de los problemas de la salud.Caballero, Silvina Valeria. «Salud y Enfermedad». Consultado el 17 de abril de 2012.
El modelo ecológico, toma como referencia los conceptos de heterogeneidad y diversidad social, lo cual permite que el profesional de la salud incluya en su trabajo reflexiones sobre conflictos e incertidumbres propios de las relaciones humanas.
Se pueden delimitar dos enfoques que abarcan las ciencias de la salud, estos son la postura positivista, que enmarca a la salud a la observación por medio de la experiencia y por otro lado el enfoque interdisciplinario, el cual plantea una concepción compleja de la realidad.
Otro concepto que plantea Sandra Carro es el de la equidad, haciendo referencia a que la equidad en la salud es una de las metas más importantes a alcanzar: «La equidad en salud supone que, idealmente, todos deben tener una oportunidad justa para lograr plenamente su potencial en salud».
Se ha llegado a la conclusión de que hay factores que no pueden dejarse de lado al hablar de salud y enfermedad, el modelo biopsicosocial hace referencia justamente a esta evolución mencionada anteriormente.